# نورثروپ گرومن ایکس-۴۷ای پگاسوس
ایکس ۴۷-اِی پگاسوس (به انگلیسی: X-47A Pegasus) نام یک پهپاد شناساگریز آزمایشی ساخت شرکت نورثروپ گرامن آمریکا است. ایکس ۴۷-اِی به عنوان بخشی از برنامه سامانه‌های بی‌سرنشین هوایی رزمی مشترک(J-UCAS) دارپا آغاز شد و اکنون بخشی از برنامه اثبات سامانه بی‌سرنشین هوایی رزمی(UCAS-D) نیروی دریایی آمریکا برای توسعه یک پهپاد ناونشین است. برخلاف بویینگ ایکس-۴۵ شرکت سازنده، توسعه اولیه پگاسوس را تأمین مالی کرد. این پهپاد در ادامه به نورثروپ گرومن ایکس-۴۷بی ارتقا یافت.

## طراحی و توسعه
نیروی دریایی ایالات متحده تا اواسط سال ۲۰۰۰ به تلاش های عملی سیستم هوایی بدون سرنشین متعهد نشد، زمانی که این سرویس قراردادهایی به مبلغ ۲ میلیون دلار برای هر یک به بوئینگ و نورثروپ گرامن برای یک برنامه ۱۵ ماهه اکتشاف مفهومی اعطا کرد. ملاحظات طراحی یک سیستم هوایی بدون سرنشین دریایی شامل برخورد با محیط خورنده آب شور، کنترل عرشه برای پرتاب و بازیابی، ادغام با سیستم های فرماندهی و کنترل، و عملیات در محیط تداخل الکترومغناطیسی بالا یک ناو است. نیروی دریایی همچنین علاقه مند به استفاده از سیستم هوایی بدون سرنشینهای خود برای مأموریت‌های شناسایی، نفوذ به حریم هوایی محافظت شده برای شناسایی اهداف برای امواج حمله بود.